# Trigonoptera humeralis
Trigonoptera humeralis là một loài bọ cánh cứng trong họ Cerambycidae.